# BlueIndy

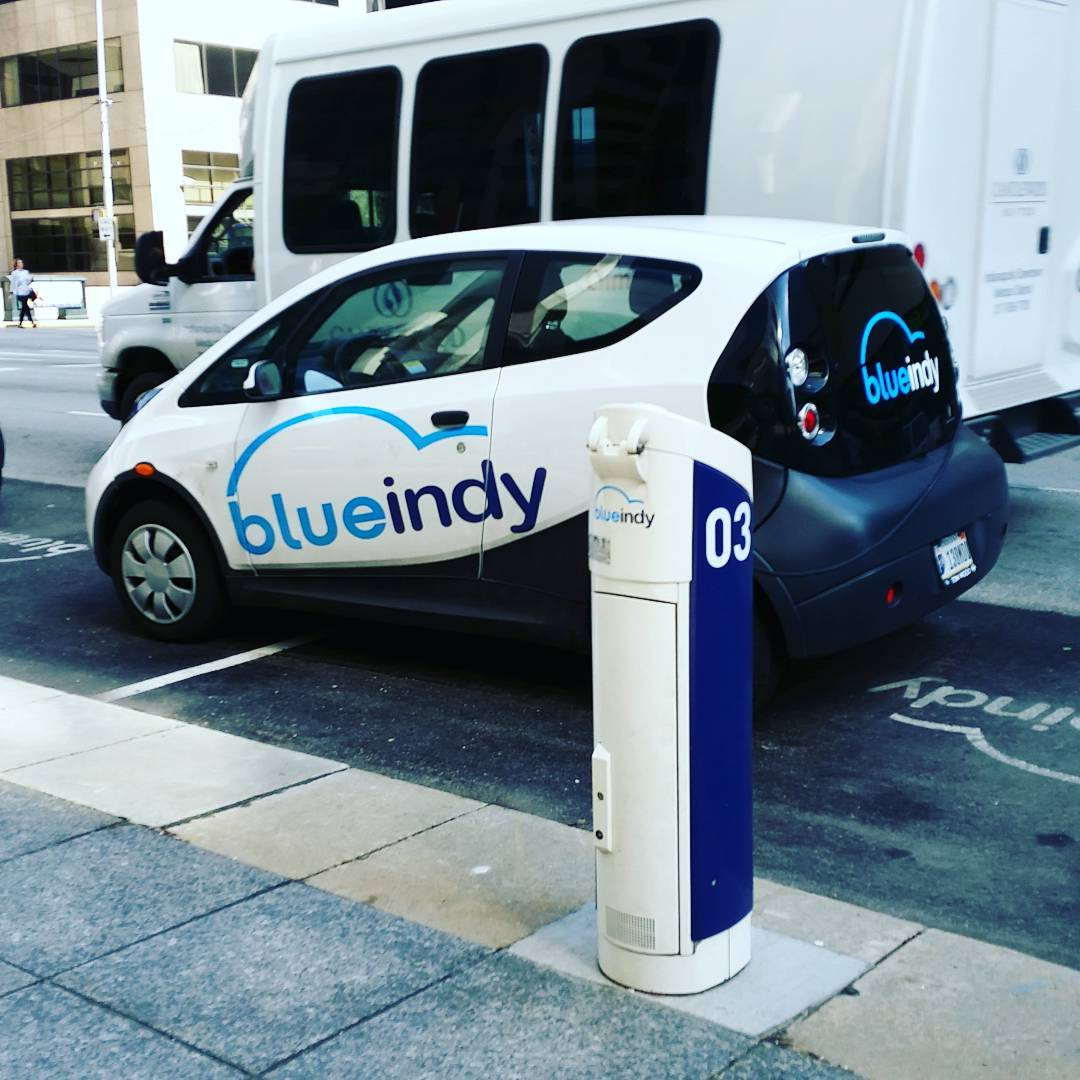
Une Bolloré Bluecar BlueIndy.

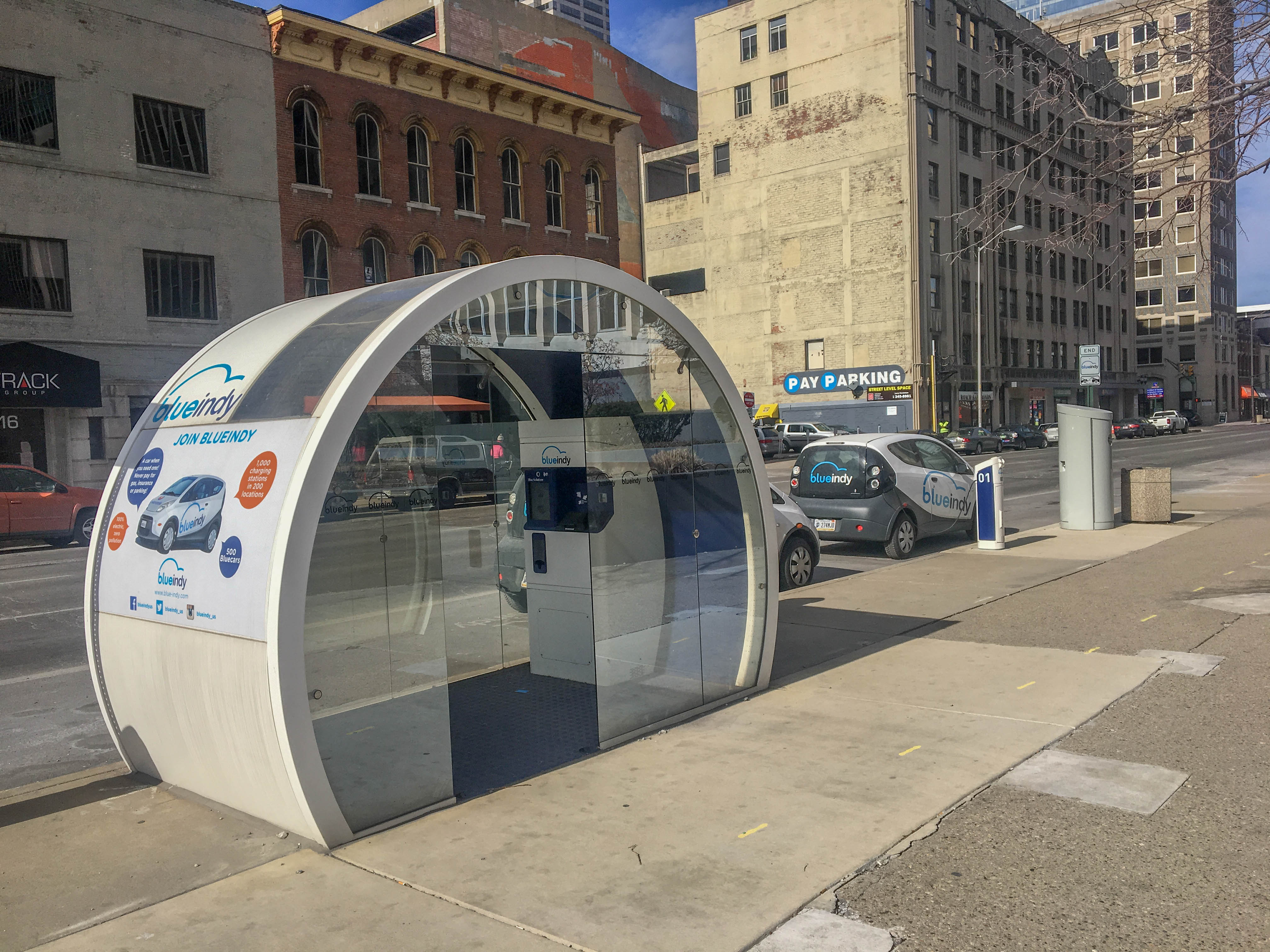
Une station BlueIndy.

BlueIndy est un service d'autopartage de voitures électriques en libre-service au sein de la ville d'Indianapolis aux États-Unis exploité par le groupe Bolloré, lancé en 2015 et fermé en 2020.

## Historique
Bolloré, qui exploite l'énorme service Autolib' à Paris, décide de s'implanter aux États-Unis et choisit la ville d'Indianapolis en partie pour la piètre qualité de ses transports en commun et pour sa forte population étudiante. Le service est lancé début septembre 2015. Peu après l'attribution du marché à BluIndy, la ville d'Indianapolis a été mise en cause et accusée d'avoir versé illégalement six millions de dollars américains à BluIndy.
Le service propose les Bolloré Bluecar du groupe français, adaptées au marché et normes américains. Elles disposent de climatisation et de plus d'airbags, sont légèrement plus grandes et plus lourdes.
Le nombre d'abonnés au service atteint 3 000 personnes en 2020, trop peu pour rendre le service rentable, malgré les 6 millions de dollars de subventions de la ville et 1 million provenant d'Indianapolis Power & Light Company (en).
Le service est donc fermé le 21 mai 2020. Les voitures sont affectées à BlueLA, le service équivalent de Los Angeles mais entre 30 et 40 sont trop usées et envoyées à la casse.